# 杨育才
杨育才（1926年4月—1999年5月26日），陕西勉县定军山镇杨家山村人，中国人民志愿军一级战斗英雄。

## 生平
1949年4月太原战役后参加中国人民解放军第六十八军，1950年5月加入中国共产党。1951年6月参加中国人民志愿军，赴朝作战。1953年7月，金城战役时任第六十八军二〇三师（师长杨栋梁、政委李志远）六〇七团侦察排副排长。杨育才化装成美军顾问，其余12人化装成韩军，奇袭位于二清洞的韩军精锐部队首都师第一团（即“白虎团”）团部，仅用13分钟就结束了战斗。
1953年10月13日，中国人民志愿军领导机关为他记特等功，并授予“一级战斗英雄”称号。1953年12月15日，朝鲜民主主义人民共和国最高人民会议常任委员会授予“朝鲜民主主义人民共和国英雄”和金星奖章、一级国旗勋章。
由李承晚亲自授予的“虎头旗”也落入志愿军手中，今藏中国人民军事博物馆。八一电影制片厂1960年出品的电影《奇袭》中方连长原型就是杨育才。1964年创作的现代京剧《奇袭白虎团》便是根据杨育才的事迹改编而成，为八大样板戏之一。
杨育才是中国共产党第九、第十次全国代表大会代表，第四、第五届全国人民代表大会代表。1983年，杨育才离职休养，离休前任沈阳军区某师副师长。1999年5月26日病逝于北京。